# مینرل اسپرینگز (کارولینای شمالی)
مینرل اسپرینگز (به انگلیسی: Mineral Springs) شهری در ایالت کارولینای شمالی کشور ایالات متحده آمریکا است که جمعیت آن در سرشماری سال ۲۰۱۰ میلادی، ۲٬۶۳۹ نفر بوده‌است.